# 선지자의 밤
"선지자의 밤"은 2015년에 개봉한 대한민국의 영화이다.

## 캐스팅
- 이미소 : 여주 역
- 김영필 : 중헌 역
- 홍완표 : 윤근 역
- 전인협 : 효준 역
- 허성태 : 항기 역
- 신수연 : 어린 여주 역
- 황석하 : 갑봉 역
- 엄태옥 : 엄 목사 역
- 최은선 : 여주 모 역
- 이의수 : 효준 모 역
- 안민영 : 신도 아줌마 역
- 임병수 : 집사 역
- 오기환 : 과장 역
- 황대중 : 녹음기사 역
- 임국자 : 할머니 역
- 이경민 : 콜센터 여직원 역
- 김신정 : 콜센터 여직원 역
- 김인선 : 콜센터 여직원 역
- 이옥섭 : 콜센터 여직원 역
- 이현주 : 콜센터 여직원 역
- 정미경 : 기도원 신도들 역
- 신훈희 : 기도원 신도들 역
- 박은영 : 기도원 신도들 역
- 최희윤 : 기도원 신도들 역
- 강필선 : 기도원 신도들 역
- 안수정 : 기도원 신도들 역
- 김민아 : 기도원 신도들 역
- 김희연 : 기도원 신도들 역
- 박관식 : 기도원 신도들 역
- 양비나 : 기도원 신도들 역
- 박세기 : 기도원 신도들 역
- 윤종구 : 상담자 (목소리) 역
- 노한미 : 여직원 (목소리) 역
- 김빛이라 : 뉴스앵커 (목소리) 역
- 김재록 : 우형배 역 (우정출연)
- 안재홍 : 갑봉부하 역 (우정출연)
- 한근섭 : 윤근부하 역 (우정출연)
- 주예린 : 간호사 역 (우정출연)